# RODEO
RODEO（ロデオ）は日本のロカビリーバンド。

## 概要
B・A・T（第3期）→マジック（第3期まで）での活動を経て、山口憲一、久米浩司の2人が1995年に結成したバンド。しかし、4枚のアルバムの発表するも、2000年に解散となった。実質、1986年から14年にわたって、2人は活動を共にしたことになる。

## メンバー
- 山口憲一 - ボーカル、ギター
- 久米浩司 - ギター、ヒップホップドラム

## ディスコグラフィー（全てアルバム）
- HEARTBEAT(1996/11/21)
- GO GO GO(1998/11/21)
- RODEO DRIVE(1999/01/21)
- HOT ROCK(1999/11/21)